# João Infante
João Infante ou Lopo Infante (século XV) explorador português da costa africana. Integrou a expedição comandada por Bartolomeu Dias que ultrapassou pela primeira vez o Cabo da Boa Esperança, em 1487/1488, tornando possível a viagem de Vasco da Gama, tendo comandado na mesma a caravela São Pantaleão, que foi a primeira a transpor o Cabo.

## Biografia
João ou Lopo Infante, o primeiro que usou este apelido, o qual tomou por se criar na Casa do Infante D. Henrique, ou por seu pai o ter por alcunha, era filho de Nuno Tristão, outro navegador português ao serviço do Infante D. Henrique. Como seu Pai, foi também criado e educado pelo Infante D. Henrique, que o destinou à navegação, pelo que muito praticou com o seu pai. Também foi muito valoroso e serviu D. João II nos Descobrimentos, continuou o descobrimento da Guiné, atingindo a Serra Parda, e acrescentando 120 léguas às terras até então descobertas, onde descobriu um Rio, a que se chamou Rio do Infante, por ele assim denominado. Descobriu mais 750 léguas até 1487, data em que voltou ao Reino e casou.
Em 1486 comandou a caravela São Pantaleão, o segundo navio na expedição liderada por Bartolomeu Dias, que transpôs pela primeira vez o Cabo das Tormentas (Cabo da Boa Esperança), havendo registos segundo os quais foi mesmo o primeiro a transpor o referido cabo, que chamou «das Tormentas» e o primeiro a saltar em terra, na costa de África, a «32º 80’ de latitude, a 25 léguas da ilha da Cruz» razão pela qual «deram o seu nome ao rio que por ali desagua, ao qual mais tarde os Ingleses chamaram Great-Fish River».
Supõe-se que tivesse um temperamento forte, pois foi por duas vezes penalizado com degredos temporários pelo Rei. Aparece também referido na Chancelaria Régia como «Cavaleiro da Nossa Casa e Escrivão da Alfândega de Lisboa», cargo que ocupava no reinado de D. Afonso V e que D. João II lhe confirmou.

## Casamento e descendência
Casou, embora não se saiba hoje com quem. Destes foi filho Nuno Infante, Escudeiro da Casa Real, etc., armado Cavaleiro na Tomada de Arzila a 24 de Agosto de 1471, que desempenhou vários ofícios, e casou com uma filha de João Gonçalves Fernandes, com geração. Não se conhecem armas próprias do apelido, mas Jacinto Leitão Manso de Lima supõe que as tivesse, porquanto Nuno Infante, filho deste João Infante, na sua sepultura, na capela-mor da Igreja Paroquial de Santa Cruz, de Santarém, ostenta um escudo raso assente em duas espadas em aspa. Na heráldica das famílias portuguesas somente se encontra o escudo liso dos de Meneses. Certamente não pertencia a tão antiga e ilustre família, pois seu neto, se tal sucedesse, pediria estas armas e não invocaria, somente, a linhagem dos Sobrinho, para se lhe concederem as deste apelido. Nem o Livro do Armeiro Mor, nem o de António Godinho, ambos do século XVI, se referem aos Infante. É de admitir que o escudo da sepultura fosse apenas emblema sem representação da família, isto é, o escudo do Cavaleiro que ainda não tem armas, mas as espera alcançar. Tem ilustre descendência, até à actualidade, nomeadamente as famílias Infante de Lacerda e Gorjão Henriques. Historicamente foi sendo publicado que dele também descenderão os Infante da Câmara, através de Emílio Infante da Câmara que, contudo, ao casar em Lisboa, na freguesia das Mercês, em 21 de Fevereiro de 1851, era identificado como "filho de pais incógnitos", razão pela qual a representação deste grande navegador está hoje na Família Gorjão Henriques. Contudo por carta de confirmação de legitimação de D. João VI em 26 de Outubro de 1810 são outorgados a Emílio Infante da Câmara todas as honras, privilégios, etc. como "se de legítimo matrimónio nascido fora" pelo que a representação anterior lhe pertenceu efectivamente e continua nos seus descendentes.